# Gioielli della Corona brasiliana

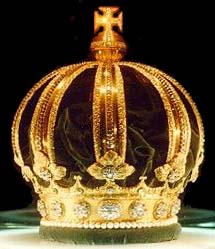
La corona imperiale del Brasile.

I gioielli della Corona brasiliana comprendono i gioielli di proprietà della Corona imperiale del Brasile.
Essi comprendono la corona di Pietro I e quella di Pietro II, oltre a numerosi gioielli appartenenti agli imperatori e alle imperatrici del Brasile.
Gran parte dei gioielli sono oggi conservati al Museo imperiale del Brasile a Petrópolis ed al Museo nazionale del Brasile a Rio de Janeiro. Altri sono invece conservati al Tesoro nazionale del Brasile a Brasilia.